# Bentley Brooklands
Bentley Brooklands — назва двох різних моделей, вироблених британським автовиробником Bentley Motors. Перший Brooklands був повнорозмірним розкішним седаном, випущеним у 1992 році на заміну Bentley Mulsanne, а в 1998 році його змінив Bentley Arnage.
У 2007 році Bentley відродила табличку з іменем Brooklands Coupé, 2-дверну 4-місну версію купе Bentley Azure з жорстким дахом. Він прийшов на заміну автомобілям Bentley Continental R і був виготовлений між 2008 і 2011 роками в обмеженій кількості.
Ці автомобілі були названі на честь Бруклендс, закритого гоночного треку в графстві Суррей, де Bentley здобув одні зі своїх найбільших тріумфів у 1920-х і 1930-х роках.

## Brooklands (1992–1998)

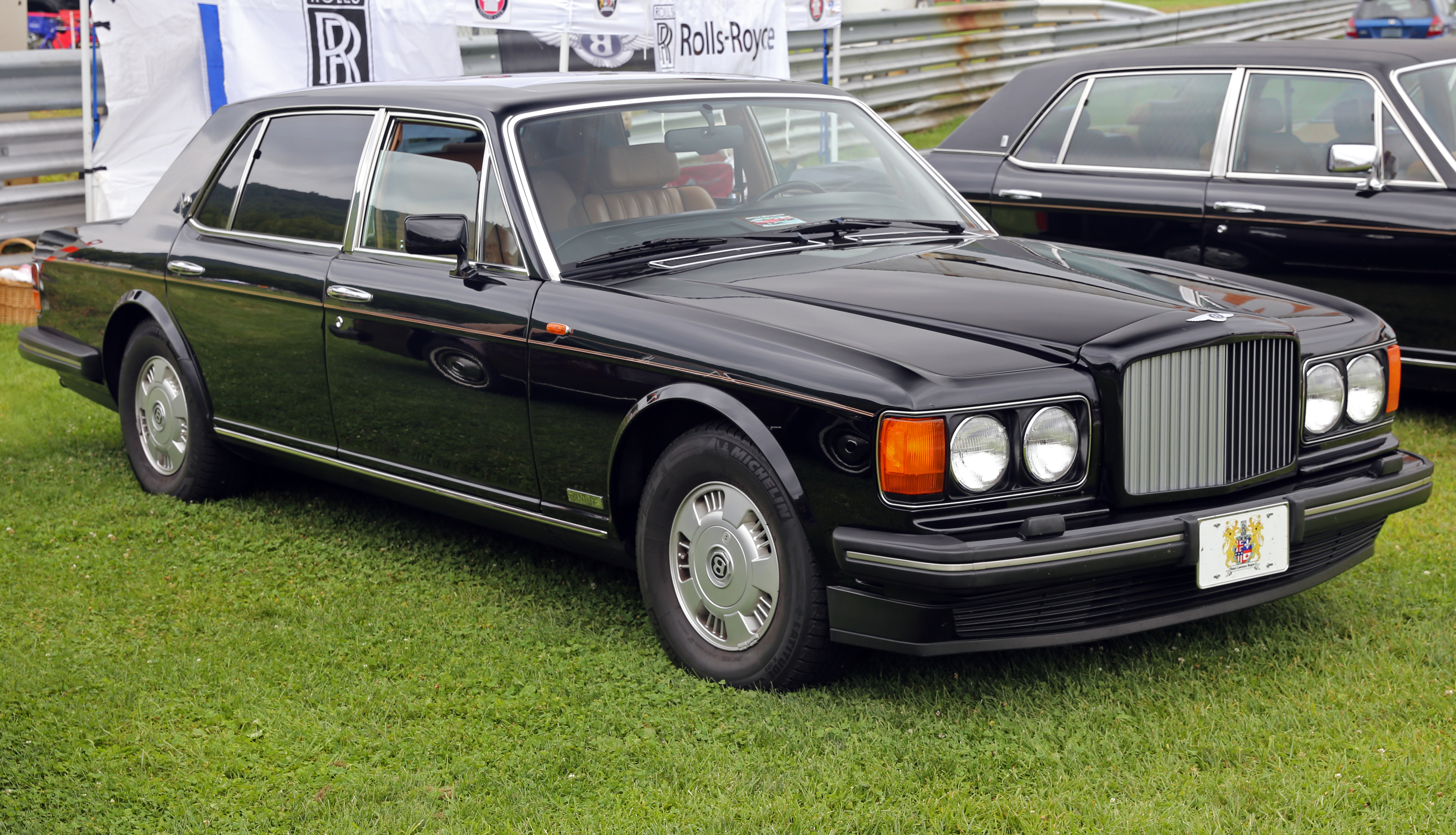
Bentley Brooklands LWB

Bentley Brooklands був представлений у 1992 році як заміна моделям Bentley Mulsanne S та Bentley Eight. Він був задуманий як дещо менш дорога альтернатива Bentley Turbo R, з тим самим стилем, основами та 6,75-літровим двигуном V8 Rolls-Royce, але спочатку без турбокомпресора більш потужної моделі. Версія з турбонаддувом з'явилася в 1996 році.
Brooklands продовжив відносно кутасту тему дизайну Bentley, яка також використовувалася на сучасних автомобілях Rolls-Royce протягом 1980-х і початку 1990-х років. Зовнішній дизайн характеризувався класичною решіткою радіатора Bentley у вигляді водоспаду, а також подвійними фарами з габаритними вогнями. Як і в багатьох автомобілях Bentley і Rolls-Royce, Brooklands також відрізнялися фірмовою кришкою багажника, що опускається, і хромованими центральними стійками.
Інтер’єр залишився відносно незмінним порівняно з попередніми моделями Bentley, з більш пишними елементами дизайну, що оточують шкіряну центральну консоль. Кермо та внутрішні дверні панелі залишилися в основному без змін; Основна зміна відбулася у формі переміщення селектора передач на центральну консоль - протягом десятиліть стандартною практикою серед моделей R-R і Bentley використовувався селектор, встановлений на колонці керма. Інтер’єр як і раніше був оточений дерев’яним декором, який мав граверовані світліші контури на дверних панелях. У США ціни на Brooklands починалися приблизно з 156 500 доларів.

### Оновлення 1996 року
Восени 1996 року Brooklands отримав оновлення у вигляді турбіни легкого тиску, що збільшило вихідну потужність до 300 к.с.

### Brooklands R
У 1998 році також була доступна похідна версія Brooklands R з модернізацією підвіски, запозиченою з моделі Turbo R, і з турбонаддувом легкого тиску, який слід розглядати як заміну стандартного Brooklands. Автомобілі були позначені як «Brooklands R».

### Двигуни
- 6.75 L Bentley V8
- 6.75 L turbo Bentley V8 (з 1996)

## Brooklands Coupé (2008–2011)

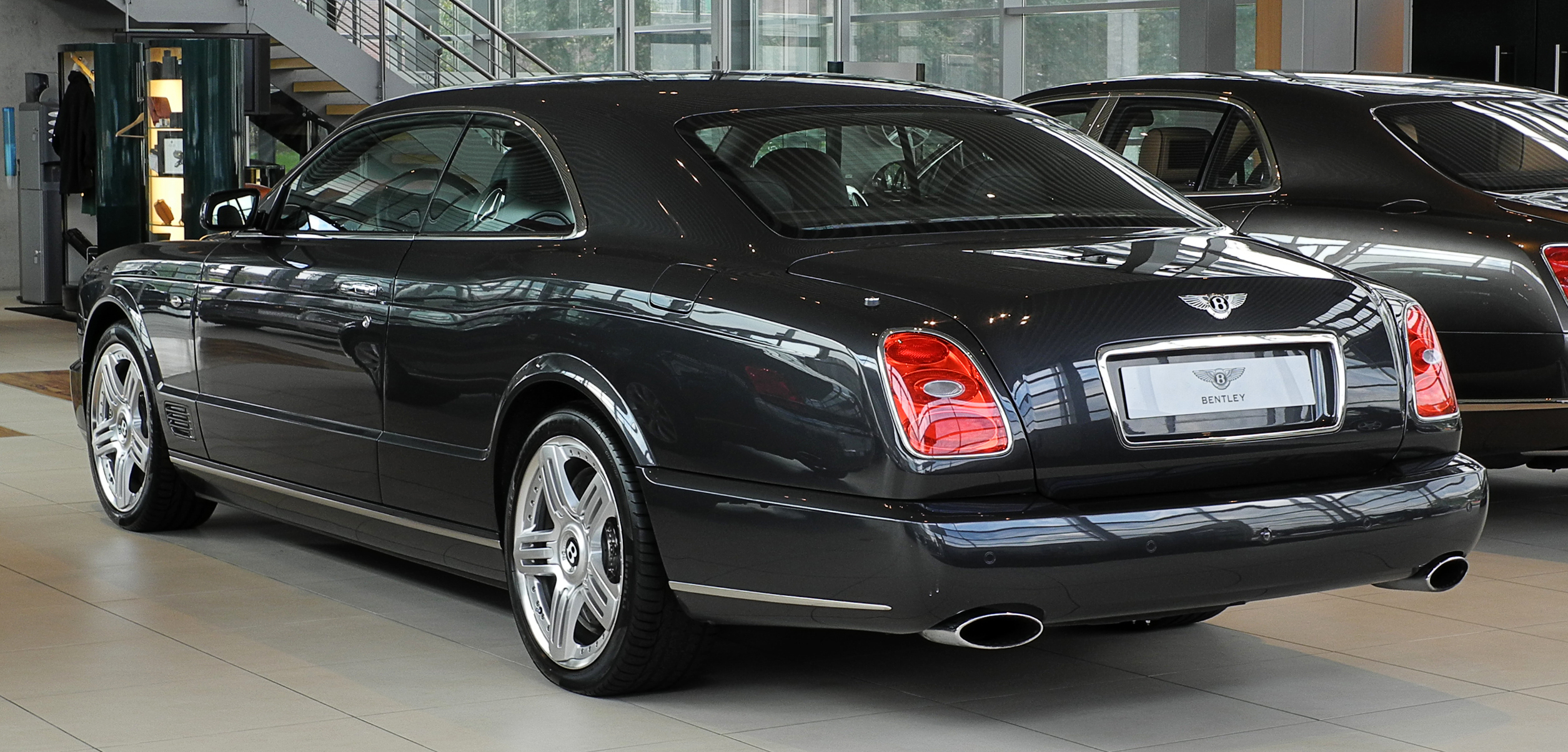
Bentley Brooklands Coupé

Bentley Brooklands Coupé — це версія Bentley Azure із жорстким верхом (саме пов’язана з Bentley Arnage), яка має дводверний чотиримісний кузов купе без стійок з жорстким дахом без центральних стійок. Його було представлено на Женевському автосалоні 2007 року, він буде виготовлений для моделі 2008 року. Brooklands Coupé став справжнім наступником знятих з виробництва Bentley Continental R і T, як автомобіль зібраний вручну, виготовлений у дуже невеликих кількостях із використанням традиційних методів виготовлення кузовів та майстерності обробки дерева та шкіри, . Запланований термін виробництва був обмежений 550 автомобілями. , а постачання готових автомобілів почалося в першій половині 2008 року

### Двигун
- 6.75 L twin-turbo Bentley L Series V8 530 к.с.